# AMD FX
AMD FX è una linea di microprocessori x86-64 progettati e commercializzati da AMD a partire dal 2011 per piattaforme desktop, mobili ed embedded basate sulla microarchitettura Bulldozer e sui suoi successori.

## Caratteristiche tecniche
Sono processori di fascia alta a 4, 6 o 8 core generalmente senza grafica integrata (tranne che nelle versioni per portatili) e, nelle versioni desktop, con moltiplicatore sbloccato in modo da facilitarne l'overclock.

## Cpu desktop

### Microarchitettura Bulldozer
- Socket: AM3+
- Processo produttivo: 32 nm
- Dimensioni del die: 316 mmq
- Core: Zambezi

| Modello | Introduzione | Numero di Core | Frequenza di Clock | Cache  | Cache | Cache | TDP   |
| Modello | Introduzione | Numero di Core | Frequenza di Clock | L1     | L2    | L3    | TDP   |
| ------- | ------------ | -------------- | ------------------ | ------ | ----- | ----- | ----- |
| FX-4100 | 12/10/2011   | 4              | 3,6/3,8 GHz        | 192 KB | 4 MB  | 8 MB  | 95 W  |
| FX-4130 | 27/08/2012   | 4              | 3,8/3,9 GHz        | 192 KB | 4 MB  | 4 MB  | 125 W |
| FX-4170 |              | 4              | 4,2/4,3 GHz        | 192 KB | 4 MB  | 8 MB  | 125 W |
| FX-4300 | 23/10/2012   | 4              | 3,8/4,0 GHz        | 192 KB | 4 MB  | 4 MB  | 95 W  |
| FX-6100 | 12/10/2011   | 6              | 3,3/3,9 GHz        | 288 KB | 6 MB  | 8 MB  | 95 W  |
| FX-6120 | 06/2012      | 6              | 3,8/4,1 GHz        | 288 KB | 6 MB  | 8 MB  | 95 W  |
| FX-6130 | Q2/2012      | 6              | 3,9/4,2 GHz        | 288 KB | 6 MB  | 8 MB  | 125 W |
| FX-6200 | 27/02/2012   | 6              | 3,8/4,1 GHz        | 288 KB | 6 MB  | 8 MB  | 125 W |
| FX-8100 | Q4/2011      | 8              | 3,3/3,9 GHz        | 384 KB | 8 MB  | 8 MB  | 95 W  |
| FX-8120 | 12/10/2011   | 8              | 3,1/4,0 GHz        | 384 KB | 8 MB  | 8 MB  | 125 W |
| FX-8150 |              | 8              | 3,6/4,2 GHz        | 384 KB | 8 MB  | 8 MB  | 125 W |
| FX-8170 | Q1/2012      | 8              | 3,3/4,3 GHz        | 384 KB | 8 MB  | 8 MB  | 125 W |

### Piledriver
- Socket: AM3+
- Processo produttivo: 32 nm
- Dimensioni del die: 316 mmq
- Core: Vishera

| Modello  | Introduzione | Numero di Core | Frequenza di Clock | Cache  | Cache | Cache | TDP   |
| Modello  | Introduzione | Numero di Core | Frequenza di Clock | L1     | L2    | L3    | TDP   |
| -------- | ------------ | -------------- | ------------------ | ------ | ----- | ----- | ----- |
| FX-4300  | 23/10/2012   | 4              | 3,8/4,0 GHz        | 192 KB | 4 MB  | 4 MB  | 95 W  |
| FX-4320  |              | 4              | 4,0/4,1 GHz        | 192 KB | 4 MB  | 4 MB  | 95 W  |
| FX-4350  | 29/04/2013   | 4              | 3,8/4,0 GHz        | 192 KB | 4 MB  | 8 MB  | 125 W |
| FX-6300  | 23/10/2012   | 6              | 3,5/3,8 GHz        | 288 KB | 6 MB  | 8 MB  | 95 W  |
| FX-6330  | Dic/2015     | 6              | 3,6/4,2 GHz        | 288 KB | 6 MB  | 8 MB  | 95 W  |
| FX-6350  | Ott/2012     | 6              | 3,9/4,2 GHz        | 288 KB | 6 MB  | 8 MB  | 125 W |
| FX-8300  | 23/10/2012   | 8              | 3,3/4,2 GHz        | 384 KB | 8 MB  | 8 MB  | 95 W  |
| FX-8310  | 02/09/2014   | 8              | 3,4/4,3 GHz        | 384 KB | 8 MB  | 8 MB  | 95 W  |
| FX-8320  | 23/10/2012   | 8              | 3,5/4,0 GHz        | 384 KB | 8 MB  | 8 MB  | 125 W |
| FX-8320E | 02/09/2014   | 8              | 3,2/4,0 GHz        | 384 KB | 8 MB  | 8 MB  | 95 W  |
| FX-8350  | 23/10/2012   | 8              | 4,0/4,2 GHz        | 384 KB | 8 MB  | 8 MB  | 125 W |
| FX-8370  | 02/09/2014   | 8              | 4,0/4,3 GHz        | 384 KB | 8 MB  | 8 MB  | 125 W |
| FX-8370E | 02/09/2014   | 8              | 3,3/4,3 GHz        | 384 KB | 8 MB  | 8 MB  | 95 W  |
| FX-9370  | 11/06/2013   | 8              | 4,4/4,7 GHz        | 384 KB | 8 MB  | 8 MB  | 220 W |
| FX-9590  | 11/06/2013   | 8              | 4,7/5,0 GHz        | 384 KB | 8 MB  | 8 MB  | 220 W |

## Portatili

### Microarchitettura Steamroller
- Processo produttivo: 28 nm
- Dimensioni del die: 245 mmq
- Core: Kaveri
- Grafica: Radeon R7

| Modello  | Introduzione | Numero di Core CPU | Numero di Core GPU | Frequenza di Clock CPU | Cache  | Cache | Cache | TDP  |
| Modello  | Introduzione | Numero di Core CPU | Numero di Core GPU | Frequenza di Clock CPU | L1     | L2    | L3    | TDP  |
| -------- | ------------ | ------------------ | ------------------ | ---------------------- | ------ | ----- | ----- | ---- |
| FX-7500  | 04/06/2014   | 4                  | 6                  | 2,1/3,3 GHz            | 256 KB | 4 MB  | -     | 20 W |
| FX-7600P | 04/06/2014   | 4                  | 8                  | 2,7/3,6 GHz            | 256 KB | 4 MB  | -     | 35 W |